# The Limey
The Limey is een Amerikaanse misdaadfilm uit 1999 onder regie van Steven Soderbergh. 

## Verhaal
Een extreem onstabiele en gevaarlijke Engelsman gaat naar Los Angeles om de man te vinden die hij verantwoordelijk acht voor de dood van zijn dochter.

## Rolverdeling
| Acteur            | Personage       |
| ----------------- | --------------- |
| Terence Stamp     | Wilson          |
| Lesley Ann Warren | Elaine          |
| Luis Guzmán       | Eduardo Roel    |
| Barry Newman      | Jim Avery       |
| Peter Fonda       | Terry Valentine |

## Release en ontvangst
The Limey ging op 15 mei 1999 in première op het Filmfestival van Cannes. De film werd op 8 oktober 1999 in beperkte mate uitgebracht in de Amerikaanse bioscopen, maar deed het slecht aan de kassa. De film kreeg overwegend positieve kritieken van de filmcritici, met een score van 92% op Rotten Tomatoes, gebaseerd op 87 beoordelingen.